# Paul Cuttoli
Paul Cuttoli est un homme politique français né le 28 juin 1864 à Saint-Eugène (actuellement Bologhine en Algérie) et décédé le 27 avril 1949 à Alger.

## Biographie
Il poursuit, comme son frère Jules, ses études au grand lycée d'Alger. Licencié en droit dès l'âge de 19 ans, il s'inscrit au barreau de Constantine. Il est conseiller municipal de Constantine de 1892 à 1896. En 1899, il est élu conseiller général de Biskra, puis de Bordj-Bou-Arreridj en 1904 et devient vice-président de l'assemblée départementale. De 1901 à 1906, il est membre de l'Assemblée des délégations financières de l'Algérie. Il est enfin maire de Philippeville de 1929 à sa mort, en 1949.
Il est député du département de Constantine de 1906 à 1919, et siège au groupe radical-socialiste. Il ne se représente pas en 1919, mais postule en 1920 comme sénateur et est élu avec un score écrasant de 248 voix sur 252, dès le premier tour. Il est réélu en 1924 et 1932 avec des scores identiques. 
En 1925 et 1926, il est chargé de défendre Hachemi Benchennouf, accusé avec cinq autres personnes, de l'assassinat du maire de Khenchela et le fait acquitter le 8 novembre 1926.
Le 10 juillet 1940, il ne prend pas part au vote des pleins pouvoirs au maréchal Pétain.
De 1943 à 1945, il est membre de l'Assemblée consultative provisoire. Il est élu député à la première assemblée constituante en 1945, dont il est le doyen d'âge. Il ne se représente pas à la seconde assemblée constituante et se retire de la vie politique. Son frère, Jules Cuttoli, a été député de 1928 à 1936.
En 1912, il épouse Myriam Bordes, connue pour ses créations de tapisseries, qui lui dédia un palais baptisé Dar Meriem.

## Sources
- « Paul Cuttoli », dans le Dictionnaire des parlementaires français (1889-1940), sous la direction de Jean Jolly, PUF, 1960 [détail de l’édition], Dictionnaire des parlementaires français